# Naval Aircraft Factory TS
Le Naval Aircraft Factory TS est un avion militaire de l'entre-deux-guerres biplan qui a servi comme avion de chasse dans la United States Navy à partir de 1922. Ce fut le premier avion de chasse spécialement conçu pour la marine américaine. Dessiné par les ateliers aéronautiques de la flotte (NAF), il fut construit à 34 exemplaires par la Curtiss Aeroplane and Motor Company sous le sigle FC-1. Les NAF en construisirent 5 autres qui servirent à évaluer le prix de ceux construits sous contrat. 

## Conception
Alors que la marine américaine terminait la construction du porte-avions USS Langley, les ateliers aéronautiques de la flotte concevaient un chasseur monoplace tout à fait semblable à ses homologues britanniques. Il fut appelé le TS-1. Il subit un grand nombre de modifications, toutes issues de ces essais si vitaux en cette période de première mises au point. Les premiers modèles avaient le fuselage suspendu légèrement au-dessus de l'aile inférieure, dont la section centrale servait de réservoir d'essence. En effet à cette époque A.V. "Fred" Verville revenait d'un voyage d'étude chez les constructeurs d'avions européens, avec le général Billy Mitchell. Une des choses qu'ils avaient vues était un réservoir d'essence de profil aérodynamique installé sur l'essieu du train d'atterrissage d'un Fokker. L'idée sembla intéressante du point de vue de la sécurité : en effet, si l'avion s'écrasait au sol, le réservoir se séparerait du fuselage, ce qui réduirait les risques d'incendie. Mais le problème principal était qu'avec ce montage les chocs répétés pendant le roulage au sol et l'atterrissage brisaient continuellement les soudures du réservoir, ce qui entraînait des réparations constantes. Et sur le TS-1, l'existence de crochets d'arrêt aurait augmenté les contraintes sur le réservoir. Il en résulta un compromis : le réservoir fut placé dans la section médiane de l'aile inférieure. Il n'était donc pas sur l'essieu, mais il ne se trouvait plus à l'intérieur du fuselage.
Le TS-1 était une machine extrêmement robuste, caractérisée par un large écartement des roues, et qui pouvait être équipée de flotteurs. Il était encore fait de bois et toile, mais un contrat fut conclu avec Curtiss pour la production d'une version entièrement métallique qui fut appelée F4C. Construite par Charles W. Hall, elle était destinée à participer aux expériences permanentes dont les avions embarqués étaient l'objet. Le résultat fut, pour la version en métal, une réduction de poids de 135 kg. Mais cela ne suffisait pas à la passation de nouvelles commandes, car le TS-1 (ou F4C) accusait son âge et était surclassé par ses concurrents européens.
De même que ses contemporains britanniques, le TS-1 pouvait être équipé de flotteurs en plus du train d'atterrissage à roues. Il servit aussi de banc d'essai au moteur Aeromarine de 240 ch refroidi par eau (TS-2) et au moteur Hispano-Suiza V8 modèle E de 180 ch construit par Wright (TS-3). Comme si ces tâtonnements ne suffisaient pas, le TS-3 fut encore modifié. Le fuselage fut affiné, l'aile supérieure descendue au ras du haut du fuselage, le profil aérodynamique modifié, tout cela en vue d'en faire un avion d'entraînement de l'équipe américaine de la Coupe Schneider 1923.

## Variantes
- TS-1 : Version fabriquée par la Naval Aircraft Factory. 5 exemplaires construits.
- FC-1 : Version fabriquée par Curtiss Aeroplane and Motor Company. Son sigle signifie F pour Fighter (chasseur) et C pour le constructeur Curtiss. 34 exemplaires construits.
- TS-2 : banc d'essai avec moteur Aeromarine de 240 ch refroidi par eau. 2 exemplaires construits.
- TS-3 : banc d'essai avec moteur Hispano-Suiza V8 modèle E de 180 ch. 2 exemplaires construits.